# 帰化選手
帰化選手（きかせんしゅ）とは、自身の持つ国籍を別の国籍に変える帰化を行ったスポーツ選手のこと。重国籍者(複数国籍保持者)が認められる国家においてそれまで活動してきた国とは別の国籍の下で活動する選手もこれに含まれる場合がある（移住先の国籍を取得してその国の代表選手となる、など）。帰化選手という表現は基本的に国籍変更が競技活動の上で特別に扱われる場合（オリンピック選手団、外国人枠など）に用いられる。
日本では大相撲、プロ野球、サッカー、バスケットボールなどの各競技に見られるが、その理由はさまざまである。

## 大相撲
大相撲で帰化が行われるケースとして、一般的なのは年寄名跡（いわゆる「親方株」）を取得するためである。この競技が国技と呼ばれている以上、他競技の「チームの監督兼オーナー」といえる立場にある存在になるには日本国籍が必要と考えるからである。このケースでは高見山大五郎が最初といわれ、年寄名跡「東関」を襲名した。高見山（東関親方）の弟子であった曙と、ハワイ出身の高見山の後輩にあたる小錦と武蔵丸、それにモンゴル出身の旭天鵬、白鵬、鶴竜なども帰化しており、2014年にはヨーロッパ出身力士としては初めて琴欧洲も帰化した。しかし実際にはそれ以前に、出自を知られていない在日コリアン等の力士がこっそりと帰化したケースもあると言われる。自身の出自および帰化を公表した例としては金開山らがいる。
昨今では、一部屋に外国人力士は一人までという入門制限のため、新たに外国人の入門枠を広げるために既存の外国人力士が帰化するかのように見えたケースもあった。むろん国籍の選択は力士本人の意思によるものであり、それだけが理由でないことは言うまでもないが、大相撲の国際化の潮流を示す事象の一つであることも事実である。

## プロ野球
プロ野球では、外国人枠の規定によって、各球団において外国人選手の支配下選手登録人数と出場選手登録人数に制限があった関係から、かつては元中日ドラゴンズの郭源治などのアジア系の外国人選手が帰化することが多かった。当時は外国人枠は「1チーム2名まで保有」であったため、その枠を有効に利用したい球団側と、すでに日本で実績を残し今後も現役を続けたい外国人選手とが合意してのものであったと考えられている。しかしその後は外国人選手の出場枠の拡大や支配下登録数制限の撤廃、さらにフリーエージェント制導入により、この権利を取得した外国人選手（郭泰源、タフィ・ローズなど）は「日本人選手扱い」に変わるようになったことなどがあり、このような例はほとんど見られなくなっている。
また、過去から現在に通じて多いのは、在日コリアンのプロ野球選手が日本国籍を取得するケースである。もともと在日選手の大部分は小学生時から高校生時まで日本の普通学校へ通っているので帰化をしなくても日本人選手扱いとなるわけであるが、もはや日本で経済的成功をおさめて朝鮮・韓国への帰属意識も無くなり、自身の子などが国籍によって不利益を受けることが無いようにと帰化することが多い。これに関しては在日コリアン選手が在日であることをカミングアウトしていないケースが多いために、帰化しても一般に報道して知らされる事は極稀である。また、最近ではオリンピックなどの国際試合出場のために在日選手が日本国籍を取得するケースも多い。
ワールド・ベースボール・クラシックの代表チームについては、当該国籍を持たない選手でも条件次第で資格が与えられる場合もあるため、選手の帰化は一部の国を除きほとんど見られない。一例として2023年大会においてラーズ・ヌートバー（アメリカ国籍）が日本国籍を取得せずして日本代表に選出されている。詳細は当該項目参照。

## サッカー
国際大会が盛んな競技ゆえに、選手が帰化する例は非常に多い。有名な例としては古い例だと1934年第2回イタリアＷ杯でイタリアが初優勝するために、1930年第1回ウルグアイＷ杯のアルゼンチン代表準優勝メンバーの主力(攻撃陣オルシ、グアイタの2名、守備の要モンティ1名)を帰化させて、イタリア代表に加え、目論見通り初優勝を遂げたことが挙げられる。そのため、特に、欧州への深刻な選手流出に悩まされ代表が弱体化することになった南米は、国際サッカー連盟(FIFA)に働きかけた。1962年第7回チリＷ杯終了後、FIFAが「選手は生涯1代表」とFIFA規則の代表要件で決定した(厳密には、本人か父が生まれた国以外の代表になることを禁じた)。近年の例では、2000年代に多数の他の国籍であった代表公式戦歴のない選手を帰化させて（自国籍を与えて）代表チームの強化を図ったカタール代表の例が挙げられる。これはサッカーにおけるナショナルチーム(サッカー代表)は、同じ国籍を持つ選手だけのチームだからである。
日本代表でも1993年のアメリカＷ杯アジア予選に出場したラモス瑠偉(実は、先述のカタール代表の帰化戦略は、日本がラモス瑠偉の帰化によって、1992年アジアカップ日本大会で初優勝したことに衝撃を受けたことから始まった)や、1998年のフランスＷ杯アジア最終予選及び本大会に出場した呂比須ワグナー、2002年の日韓Ｗ杯本大会に出場した三都主アレサンドロ(開催国枠の為、アジア予選免除)、2010年の南アフリカＷ杯アジア予選及び本大会に出場した田中マルクス闘莉王が有名である。
FIFA規則の代表要件は、サッカー、ビーチサッカー、フットサル等FIFAが統括する各代表全てに共通して適用される(例えば、“ビーチサッカー”代表の国際Aマッチ(年齢制限のないその国最強のA代表同士の試合)の公式戦に出場した選手が他の国籍に変更して、他の国の“サッカー”A代表になることは後述の例外を除き出来ない)。
かつては、年代別代表からA代表までの公式戦(親善試合除く)のいずれかに「一度でも」出場した選手は他国の国籍を取得しても､他国の代表にはなれなかったが、2020年9月18日の規則改正により緩和がなされた。
FIFA規則2022年版 では、代表の国籍変更に関して以下のルールが設けられている。
- 年代別代表からA代表までの公式戦(親善試合除く)に一度も出場していない選手は、他国の国籍を取得し、他国の代表になる事ができる。但し、代表になるためには、その他国に10歳より前から居住してる場合は3年以上、10歳以降から居住してる場合は5年以上(注:2005年に初めてこの条件が加わった時は2年以上だった)継続居住歴を持たなければならず、また、10歳から18歳の間に移住した場合はその移住が代表チームの国籍取得のためではないことを証明する必要がある。サッカーA代表の最大の目的であるFIFAワールドカップは4年に1度の開催であることから、継続居住条件は、代表歴のない外国人の補強目的の安易な帰化の歯止め規定となっている。
- 重国籍者(複数国籍保持者)が、年代別代表でのみ公式戦に出場した場合は、出場した際に保持している別の国籍の代表に一度だけ変更する事ができる。また、年代別代表の公式戦出場時点で保持していなかった別の国の国籍を後から取得した場合は、最後の公式戦に出場した時点で21歳未満であって（最後の公式戦出場が2020年9月18日より前であった場合年齢要件は不要）、前述の居住歴などを満たしている場合はその国の代表チームでプレーできる。
- A代表で公式戦に出場した場合は以下の要件を全て満たした場合に代表の国籍を変更できる。
  - A代表・年代別代表に関わらず最初の公式戦の出場時点で変更を希望する協会の国籍を有していたこと
  - A代表・年代別代表に関わらず最後の公式戦の出場時点で21歳未満であったこと（最後の公式戦出場が2020年9月18日より前であった場合この要件は不要）
  - 公式戦・非公式戦に関わらずA代表における出場試合数が3試合以下であること
  - 公式戦・非公式戦に関わらずA代表における最後の試合出場から少なくとも3年が経過していること
  - A代表でワールドカップ・大陸別大会の本大会に出場していないこと
- 特殊な例外としては、当該国家が分離独立した場合は、選手が分離独立した国のどれかの国籍を選択すれば、その国の代表になれる（例:1991年にユーゴスラビア代表でデビューしたダヴォール・シューケルは、1992年にユーゴスラビアからクロアチアが独立するとクロアチア代表として活躍）。
- いずれの場合も代表チームの国籍変更は1回に限り認められるが、変更した代表チームにおいて出場機会を全く得られなかった場合は変更前の代表チームの国籍に戻ることを申請できる。

FIFA前会長のゼップ・ブラッターは、「われわれは選手の帰化にブレーキをかけるための解決策を見つけ出さなければならない。注意しなければ、ヨーロッパだけでなくアジアにもアフリカにも、ブラジル人が押し寄せてしまう」と、W杯出場を目的にした容易な帰化に対策を講じる必要性を主張していた。
ただ、現在でも、代表に関係なく、欧州の国籍を取得(国籍変更あるいは追加)をする選手は多い。その理由の多くは、欧州リーグの外国人枠から外れるためである。

## バスケットボール
バスケットボールにおいては国際バスケットボール連盟（FIBA）より、国際大会に出場するナショナルチームにおける登録枠12名のうち16歳以降に国籍変更した帰化選手については1名までと規定されている。日本代表において帰化枠を適用された選手として男子ではワイス団、エリック・マッカーサー、桜木ジェイアール、ニック・ファジーカス、ライアン・ロシター、ギャビン・エドワーズ、ジョシュ・ホーキンソンら、女子では王新朝喜らがいる。
ただし、16歳以前に国籍変更した選手については制限は設けられないため、カタールのように10代の選手を国に移住させて国籍を取得させるナショナルチームも見られ、日本でも張本天傑や馬瓜エブリン・ステファニー姉妹がこれに該当する。
一方、代表資格としては年代別を含む他国の代表チームを経験していない者のみに与えられる（前所属国の許可を受けた場合はこの限りではない）。川村李沙は2010年女子世界選手権の日本代表に選出されたが、中国ジュニア代表歴があり資格に抵触したため選手登録が認められなかった。
日本バスケットボール協会の公式戦におけるオンザコートは「外国籍1人＋帰化1人」と規定されている。
日本男子バスケットボールのB.LEAGUEは2017-18シーズンまで帰化選手の登録を1名まで、外国籍と合わせて3名までと定めていたが、2018-19シーズン以降は外国籍3名とは別に帰化選手1名まで登録可となった（2020-21シーズンからは1名を帰化選手かアジア特別枠から選択。外国籍登録を減らして帰化選手複数名登録は不可）。ただし、日本で義務教育を修了、または両親のどちらかが日本人である選手（いわゆる「見なし日本人選手」）については帰化の有無は問わず日本人扱いとなる（上記の張本に加えザック・バランスキー（非帰化）も該当）。なお、前身たるNBL及びJBLでは外国人（2名）とは別枠で帰化選手の登録を1名までと定めていた。
日本女子バスケットボールのW LEAGUEは長らく外国籍選手登録を認めなかったが、帰化選手登録の制限はなかった。ところが、河恩珠の帰化を巡り大韓バスケットボール協会とトラブルになったことを受け、2003年より日本で教育を受けた選手については帰化を義務付けることなく選手登録が可能になった。その後、2009年からは日本国籍取得申請中の選手に限り1名まで保有及び登録を認め、翌2010-11シーズンから出場が可能になった。2017-18シーズンからは日本在留5年以上かつWJBL理事会より承認を得た外国籍選手の登録が2名まで解禁された。そして2025-26シーズンの登録規定の改定により「在留5年以上」の要件を撤廃するとともに、新たな定義として満16歳を超えてから帰化した選手は原則として「帰化選手」として扱い、登録1名までとする。ただし、「見なし日本人」については帰化後も引き続き日本人扱いとなる。

## その他の競技
オリンピックや他の国際大会の出場に関して、国籍を変えるケースが見られる。背景には競技力の強化を図りたい国側と、母国の激しい代表争いに敗れたり競技環境を重視して新天地を求める選手側の利害関係一致がある。世界的に見れば陸上競技におけるアフリカ出身者や卓球における中国出身者が特に顕著である。また、戦争やテロに巻き込まれたり独裁政権に支配されるなどして治安悪化した母国から亡命するケースもある。原則として国際大会に出場するには、新たな国籍を取得してから一定の期間（IOCルールでは3年）を経過する必要があるが、元の国の許可がある場合はその限りではない。
また、特に団体競技においては外国籍選手の制限が掛けられているリーグも存在するため、その制限から外れることを目的として国籍を取得するケースもある。
日本では女子ソフトボールの宇津木麗華、男子卓球の偉関晴光、張本智和、女子卓球の小山ちれ、男子バレーボールの杉山マルコス、女子バレーボールの白井貴子、男子アイスホッケーのクリス・ブライト、大城ジョエル・ディック、女子陸上競技の青木アリエ、女子体操競技の高堰雪梅、女子アーチェリーの早川姉妹（姉の浪・妹の漣）、アイスダンスの小松原尊などがあげられる。
一方、ラグビーユニオンのように国籍主義を採用せずに居住する国・地域を代表の基本とする競技では帰化はあまり見られなかったが、最近ではナタニエラ・オト、ルアタンギ・侍バツベイのように帰化する選手も現れた。もっとも彼らは学生時代に日本代表キャップを獲得しながらも、社会人（トップリーグ）では外国人枠のため出場機会が減少したことから日本国籍を取得している。また、2016年より7人制ラグビーがオリンピックに採用されたため、資格を得るべく帰化するケースも存在する（7人制日本代表として2014年アジア競技大会に出場したリーチマイケルが該当）。

## 海外の国籍を取得する例
日本人が海外の国籍を取得しようとする例もある。たとえば、体操の塚原直也は、ロンドンオリンピックへの出場を目指し、当時留学していたオーストラリアの国籍を取得した。しかし、手続が間に合わなかったためロンドンオリンピック出場は叶わず、その後はリオデジャネイロオリンピック出場を目指したものの、予選会で敗れ代表になることはできなかった。また、フィギュアスケートの川口悠子はロシア国籍を取得し、2010年のバンクーバーオリンピックにロシア代表として出場している。一方カンボジア代表としてマラソンで2012年のロンドンオリンピックの出場を目指していた猫ひろしは2011年11月9日にカンボジア国籍を取得し、2012年3月25日に代表に選出されたが、国際陸連から「資格を満たしておらず、特例も認められない」と判断され、オリンピック出場は2016年のリオデジャネイロ大会まで待たなければならなかった（猫ひろし#マラソン選手としてを参照）。北京オリンピック柔道男子100kg超級金メダリストの石井慧はプロ格闘家転向後の2019年にクロアチア国籍を取得し、2022年8月14日の日本でのプロボクシング興行にクロアチアライセンスの下で出場した。